# Manuel Moschopoulos
Manuel Moschopoulos var en grekisk filolog i Bysantinska riket, verksam omkring år 1300.
Moschopulos var lärjunge till Maximus Planudes, och har som grammatiker och kommentator utövat ett stort och varaktigt inflytande på de grekiska studierna. Hans Erotemata ("Frågor"), en i frågor och svar ordnad grammatik, verkade dels direkt, dels genom förmedling av Manuel Chrysoloras och Demetrios Chalkokondyles på humanisternas undervisning i Italien. Genom Melanchthon övade Moschopulos skrifter inflytande även i Tyskland. Moschopulos mycket spridda lexikaliska arbete Sylloga vocum atticarum är en alfabetiskt ordnad samling av hans och andras ordförklaringar, "epimerismer" till diverse grekiska auktorer.